# Phyllanthus major
Phyllanthus major är en emblikaväxtart som beskrevs av Julian Alfred Steyermark. Phyllanthus major ingår i släktet Phyllanthus och familjen emblikaväxter. Inga underarter finns listade i Catalogue of Life.